# Ciclina Y
La ciclina Y (CCNY) es una proteína codificada en los humanos por el gen CCNF. La ciclina Y pertenece a la familia de las ciclinas, cuyos miembros se caracterizan por incrementar drásticamente sus niveles en las células de forma periódica cada vez que se inicia el ciclo celular. Las ciclinas son importantes reguladoras de transiciones del ciclo celular a través de su capacidad para unirse y activar proteín-quinasas y parece ser que la ciclina Y ejerce ese tipo de acciones en la transición de las fases G2/M.